# Retzbach (Main)
Der Retzbach oder die Retz ist ein gut fünf Kilometer langer Bach im unterfränkischen Landkreis Main-Spessart, der aus östlicher Richtung kommend von rechts in den Main mündet.

## Name
Das Gewässer wurde im Jahr 1360 („ad ripam que dicitur retzbach“) erstmals schriftlich erwähnt. 
Der Name Retzbach ist auf das germanische Wort *wrati, das Strömung bedeutet, zurückzuführen. Der Bach gab den Orten Retzstadt und Retzbach ihre Namen.

## Verlauf

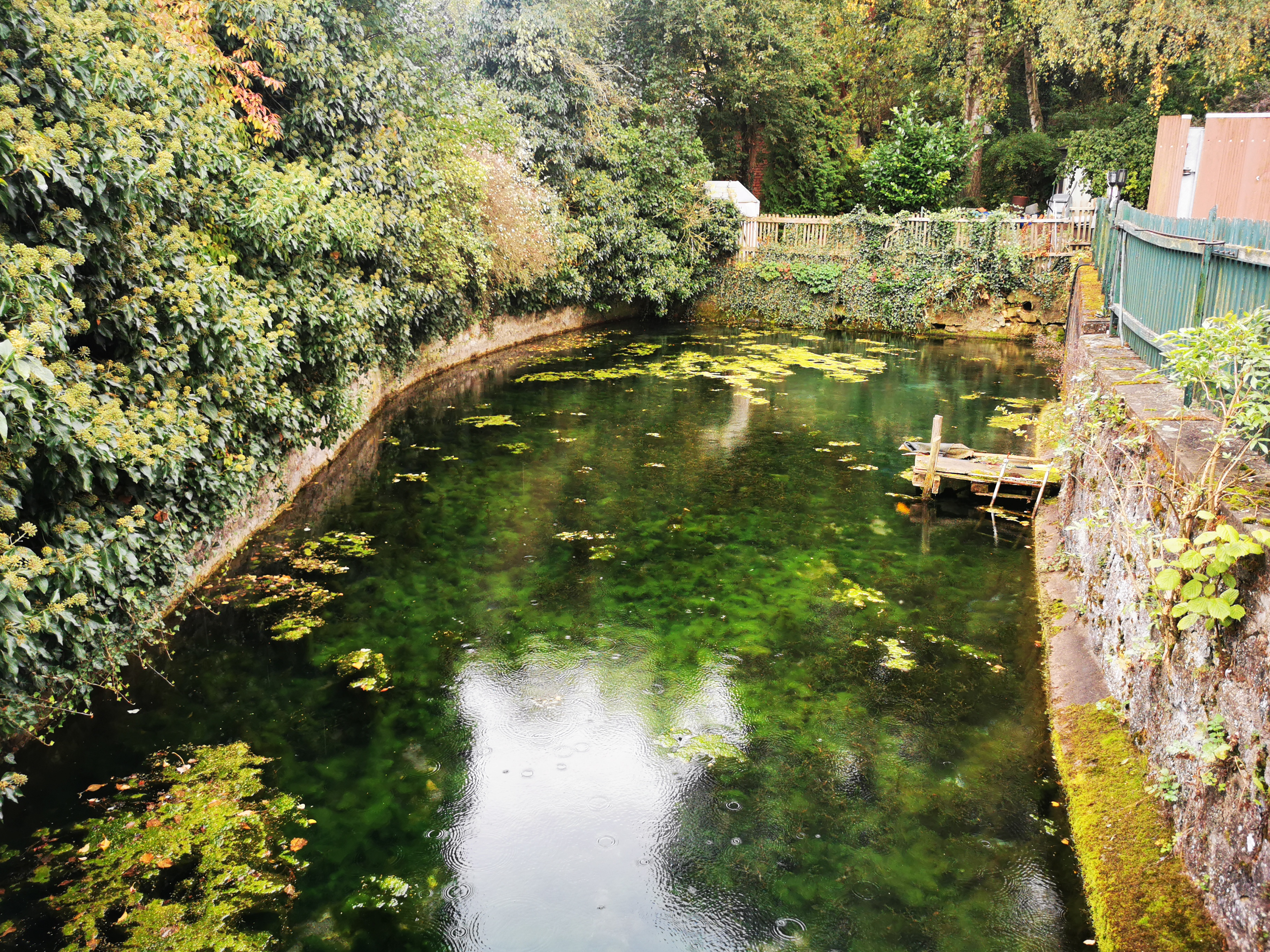
Die Retzquelle in Retzstadt

Der Retzbach entspringt der Retzquelle auf einer Höhe von etwa 239 m ü. NHN im Maindreieck auf den Wern-Lauer-Platten westlich des Gramschatzer Waldes am Südostrand des Weinortes Retzstadt. Die Retzquelle schüttet 15,7 Liter pro Sekunde und speist einen ummauerten Teich.
Der Retzbach verschwindet sogleich verrohrt in den Untergrund und taucht dann nach gut siebenhundert Meter westlich des Mühlweges etwa achtzig Meter südlich der vor 1480 erbauten Kreuzkapelle wieder an der Oberfläche auf. Auf seinem weiteren Weg durchs Retzbachtal bis zum Main wird er von der Kreisstraße MSP 7 (hier Retzbacher Straße) begleitet, welche sich erst zum Schluss kurz vor der Mündung von ihm trennt.
Er fließt zunächst südlich des mit Weinreben bepflanzten Hanges des Oberlangberges (308 m ü. NN) westwärts durch eine Streuobstwiese an einer kleinen ehemaligen Kläranlage vorbei und läuft danach gesäumt von einer Baumgalerie durch Felder und Wiesen am Fuße des Unterlangberges, dem Südsporn des Scheckenberges (341 m ü. NN) entlang. Südwestlich des Berges betrieb der Bach einst die Buchmühle. Danach läuft er knapp einen Kilometer zwischen Rebfeldern rechts und den bewaldeten Nordhang des Würmberges (326 m ü. NN) links südwestwärts durch ein enges Tal und passiert dann die Storleinmühle.
Der Bach wird nun von einem Abfluss aus dem Wiesleitnbrünnl gespeist, von dem sich vorher rechts ein Mühlkanal abzweigt. Der Retzbach tritt dann über die Gemarkungsgrenze zwischen Retzstadt und Zellingen. Zwischen den beiden Wasserläufen liegen dort in einer Reihe vier kleinere Weihern. Das Retzbachtal, welches sich nun etwas weitet, grenzt weiterhin im Norden an Weinberge und im Süden an den bewaldeten Hang des Tiertalberges (341 m ü. NN). Unterhalb der Liebleinmühle vereinigt sich der Retzbach wieder mit dem Abzweigungsast. Etwas bachabwärts spaltet sich der Retzbach dann abermals. Der Bach fließt nördlich an der Wallfahrtskirche Maria im Grünen Tal vorbei, läuft dann am Südrand des Zellinger Ortsteiles Retzbach südlich des Pfarrer-Setzer-Weges, unterquert noch die B 27 und die Gleisanlagen der Main-Spessart-Bahn und mündet schließlich auf einer Höhe von etwa 167 m ü. NN in der Zellingen-Thüngersheimer Talweitung von rechts in den von Süden heranfließenden Main.  Sein  5,25 Kilometer langer Lauf endet etwa 77,45 Höhenmeter unterhalb seiner Quelle, er hat somit ein mittleres Sohlgefälle von circa 15 ‰.

## Natur und Umwelt
Das Retzbachtal wird durch die Weinberge im Norden und den bewaldeten Hängen im Süden geprägt. Steile Muschelkalkfelsen und sanfte Hügel wechseln sich ab.
Das Tal ist ein reichhaltiges Biotop mit einer großen Vielzahl von Pflanzen und Tieren. So wachsen im Tale viele seltene Pflanzenarten wie z. B. das Johanniskraut, der Wegerich, die Malve, der Odermennig und die Wegwarte. Auch verschiedene Orchideenarten kann man in den Auen finden. In den Wäldern finden sich Buchen, Eichen, Ahornbäume, Eschen, Kiefern, Lärchen und Mehlbeerbäume.
In den Trockenrasen kommt der Blaugrüner Faserschirm am Ober- und Unterlangberg verstreut, bei der Liebleinmühle dagegen reichlich vor.
Die seltenen Kamelhalsfliegen wurden am Oberlangberg beobachtet.

## Kultur und Freizeit
Durch das Retzbachtal führt ein Wallfahrt- und Besinnungsweg. Der Wanderweg dort ist auch Teil des Main-Tauber-Rad-Achters. Durch das Retzbachtal werden auch Orchideen- und Weinlagenwanderungen angeboten.